# 이색형 색각
이색형 색각(二色型色覺, Dichromacy)은 색을 두 종류의 기본색으로 구별하는 것이다.

## 분류
제일색맹, 제이색맹, 제삼색맹이 있다.

## 포유류
대부분의 포유류는 이색형 색각이지만, 인간및 그와 가까운 영장류인 협비원류는 삼색각이다. 또한 기각류와 고래목은 원추세포 단색형 색각이다. 신세계원숭이는 복잡한데, 수컷은 이색각, 암컷은 삼색형 색각인 것이 보통이다.

## 같이 보기
- 단색형 색각
- 삼색형 색각
- 사색형 색각